# Sweden Rock Festival
Sweden Rock Festival är en hårdrocksfestival som var Sveriges största musikfestival 2008 och 2013. Sweden Rock äger rum i början av juni i samhället Norje utanför Sölvesborg i Blekinge. Festivalen varar i fyra dagar och området rymmer över 35 000 besökare.

## Storlek
Under flera år har festivalen varit utsåld. Vid 2008 års upplaga nådde festivalen toppnoteringen 33 200 besökare per dag vilket gjorde Sweden Rock till den största svenska musikfestivalen genom tiderna. Senare har till exempel Peace & Love, med 50 000 sålda biljetter år 2011, och Bråvallafestivalen, 2013 med 51 590 besökare, varit större i antal biljetter, men de redovisar inte besökare per dag.

## Festivalens historia
Festivalen grundades av Ingolf Persson från Kyrkhult i Olofströms kommun. 
Det första arrangemanget som ledde fram till festivalen arrangerade han 1981 i Olofströms Ishall med bland andra finska Hurriganes. Det blev sedan två endagsfestivaler på dansplatsen Lyktan i Vilshult. Festivalerna kallade Ingolf för Rock & Bluesfestivalen och de hölls 1985 och 1986. Artisterna var bland andra Sky High, Bo Wilson Band, Sam Mitchell och Björnsson.
Festivalen som sedan ledde fram till dagens festival startade Ingolf 6 juni 1992 och den var förlagd till Olofström under namnet "Sommarfestivalen". Då spelade bland annat Nazareth och Wishbone Ash. Året därpå blev festivalen en tvådagarsfestival och förflyttades till Karlshamn där festivalen fortfarande hette Sommarfestivalen till och med 1994. År 1995 fick festivalen namnet "Karlshamn Rock Festival". Det namnet behölls till och med 1998, det första året festivalen hölls i Norje utanför Sölvesborg.
1999 bytte festivalen åter namn till det nuvarande "Sweden Rock Festival". Man började också inrikta sig allt mer på hårdrock. Festivalen fick sin nuvarande form 2001. Då kom 7 400 besökare och sedan dess har det slagits nytt publikrekord varje år, åtminstone till 2009 då med 35 200 besökare.
På grund av coronaviruspandemin tvingades festivalen att ställas in åren 2020 och 2021.

### Artister (urval)
Under åren har en rad kända band spelat, och en rad kända band kommer spela, på festivalen. Några av dessa är: 

- 220 Volt
- Accept
- Ace Frehley
- Aerosmith
- Alice Cooper
- Anthrax
- Asia
- Bachman-Turner Overdrive
- Billy Idol
- Black Label Society
- Black Sabbath
- ColdTears
- D-A-D
- Deep Purple
- Def Leppard
- Dio
- Disturbed
- Down
- Europe
- Flogging Molly
- Gamma Ray
- Ghost
- Guns N' Roses
- Hammerfall
- Hardcore Superstar
- Hawkwind
- Heaven and Hell
- Helloween
- Iron Maiden
- Joan Jett and the Blackhearts
- Journey
- Judas Priest
- Kansas
- King Diamond
- Kiss
- Lynyrd Skynyrd
- Meat Loaf
- Megadeth
- Motörhead
- Mustasch
- Mötley Crüe
- Outlaws
- Overkill
- Ozzy Osbourne
- Poison
- Quiet Riot
- Raubtier
- Rob Zombie
- Rush
- Sabaton
- Savoy Brown
- Saxon
- Scorpions
- Sebastian Bach
- Seventribe
- Skid Row
- Slayer
- Sonata Arctica
- Status Quo
- Styx
- The Darkness
- The Hooters
- The Poodles
- Thin Lizzy
- Twisted Sister
- U.D.O.
- Uriah Heep
- Volbeat
- W.A.S.P.
- White Lion
- Whitesnake
- Yngwie Malmsteen
- ZZ Top